# Benesháza
Benesháza (1886-ig Benyus, szlovákul: Beňuš, németül: Beneschhau) község Szlovákiában, a Besztercebányai kerületben, a Breznóbányai járásban. Fülöp és Gáspárd tartozik hozzá.

## Fekvése
Breznóbányától 11 km-re északkeletre, a Garam partján fekszik.

## Története
1380-ban említik először.
A 18. század végén Vályi András így ír róla: „BENYUS. Tót falu Zólyom Vármegyében, birtokosa a’ Királyi Bányászi Kamara, lakosai katolikusok, ’s plébániájok is van.”
Fényes Elek 1851-ben kiadott geográfiai szótárában így ír a faluról: „Benyus, tót falu, Zolyom vgyében, a Garan jobb partján Beszterczéhez keletre 7 1/2 órányira: 341 kath. lak. Kath. paroch. templom. Savanyúviz. Gyönyörű erdő. F. u. a kamara. Ut. p. Besztercze.”
A trianoni diktátumig Zólyom vármegye Breznóbányai járásához tartozott.

## Népessége
| Év:            | 1994. | 2004.   | 2014.   | 2024.   |
| -------------- | ----- | ------- | ------- | ------- |
| Emberek száma: | 1186  | 1194    | 1170    | 1145    |
| Eltérés:       |       | +0,67 % | -2,01 % | -2,13 % |

| Év:            | 2023. | 2024.   |
| -------------- | ----- | ------- |
| Emberek száma: | 1148  | 1145    |
| Eltérés:       |       | -0,26 % |

1910-ben 2 330-an, többségében szlovák anyanyelvűek lakták, jelentős magyar kisebbséggel.
2001-ben 1 193 lakosából 1 159 szlovák volt.
2011-ben 1182 lakosából 1115 szlovák volt.

## Lásd még
- Fülöp
- Gáspárd